# Effractilis subtilis
Effractilis subtilis är en fjärilsart som beskrevs av Emilio Berio 1974. Effractilis subtilis ingår i släktet Effractilis och familjen nattflyn. Inga underarter finns listade i Catalogue of Life.